# تور فرانکلین
تور فرانکلین (انگلیسی: Tour Franklin) آسمان‌خراش اداری ۳۳ طبقه مستقر در لا دفانس، فرانسه است، که در سال ۱۹۷۲ احداث گردید.